# Berkeley College
Ne doit pas être confondu avec Berkeley College (Yale).
 (mai 2024).
Si vous disposez d'ouvrages ou d'articles de référence ou si vous connaissez des sites web de qualité traitant du thème abordé ici, merci de compléter l'article en donnant les références utiles à sa vérifiabilité et en les liant à la section « Notes et références ».
Le Berkeley College est un établissement privé d'enseignement supérieur, spécialisé dans le domaine des affaires et de la gestion. Le college possède sept campus dans l'État de New York et le New Jersey. Sa création remonte à 1931 et il propose des Associate's degree (diplômes spécifiques des établissements spécialisés dans le commerce et les affaires) ainsi que des Bachelor's degrees en gestion commerciale, comptabilité, services de santé, marketing, gestion de réseaux ou encore gestion. 
Les sept campus sont localisés à Newark, Bergen Campus et Garret Mountain dans le New Jersey, et à Manhattan (New York City Midtown Campus et New York City Lower Manhattan Extension Center) et à White Plains (Westchester Campus). 